# لورنتسو موزتی
لورنتسو موزِتی (ایتالیایی: Lorenzo Musetti؛ زادهٔ ۳ مارس ۲۰۰۲) تنیس‌باز اهل ایتالیا است.

## اوایل زندگی
لورنزو در ۳ مارس ۲۰۰۲ در کارارا، توسکانی متولد شد. پدرش، فرانچسکو موزتی، در یک معدن سنگ مرمر کار می‌کند و مادرش، سابرینا راتی، منشی است.
او تنیس را از چهار سالگی شروع کرد و از کودکی تحت مربیگری سیمونه تارتارینی بوده است. الگوی تنیس او در دوران کودکی و نوجوانی راجر فدرر بود.